# 花ノ藤昭三
花ノ藤 昭三（はなのふじ しょうぞう、1958年11月21日 - ）は、熊本県下益城郡富合町（現・熊本市南区）出身で放駒部屋に所属（入門当時は花籠部屋）した元大相撲力士。本名は成松 昭三（なりまつ しょうぞう）。187cm、107kg。得意技は左四つ、寄り、上手投げ。最高位は東十両筆頭（1988年11月場所）。

## 経歴
日大を経て、1981年3月場所、元横綱輪島の花籠部屋から幕下付出で初土俵（同期に栃司哲史がいた）。1986年にその輪島の不祥事による廃業に伴い放駒部屋へ移籍。軽量で体力に恵まれなかったことなどから十両昇進までに時間を要し、初土俵から6年以上経った1987年11月場所に新十両の土俵に上がった（ご当所場所でもあった）。初土俵から新十両まで所要40場所という記録は学生相撲出身力士のスロー記録3位であり、幕下付出力士に限れば1位となる。寄り身主体の相撲を取っていた一方で土俵際での逆転や上手投げも得意としていた。その後は1988年9月場所に西十両筆頭で8勝7敗と勝ち越しながら、翌11月場所は東十両筆頭に据え置かれるなど番付運にも恵まれなかった。その後も新入幕を目指して相撲を取り続けたが、怪我で幕下に落ちた1990年9月場所限りで廃業した。

## 珍記録
- 1988年5月場所でヌケヌケを記録している。初日から白星と黒星を交互に挙げ、千秋楽で勝ち越しを決めた[2]。

## 主な成績
- 通算成績：273勝258敗11休 勝率.514
- 十両成績：119勝132敗4休 勝率.474
- 現役在位：58場所
- 十両在位：17場所

### 場所別成績
| | 一月場所 初場所（東京） | 三月場所 春場所（大阪） | 五月場所 夏場所（東京） | 七月場所 名古屋場所（愛知） | 九月場所 秋場所（東京） | 十一月場所 九州場所（福岡） |
| --- | ----------------------- | ----------------------- | ----------------------- | --------------------------- | ----------------------- | --------------------------- |
| 1981年 （昭和56年） | x                       | 幕下付出60枚目 3–4      | 西三段目13枚目 4–3      | 西幕下60枚目 3–4            | 東三段目12枚目 5–2      | 東幕下54枚目 3–4            |
| 1982年 （昭和57年） | 西三段目5枚目 3–4       | 東三段目23枚目 4–3      | 東三段目11枚目 4–3      | 西幕下58枚目 6–1            | 東幕下27枚目 5–2        | 東幕下15枚目 3–4            |
| 1983年 （昭和58年） | 東幕下23枚目 4–3        | 東幕下19枚目 2–5        | 西幕下41枚目 4–3        | 西幕下32枚目 5–2            | 西幕下17枚目 3–4        | 東幕下29枚目 5–2            |
| 1984年 （昭和59年） | 西幕下15枚目 2–5        | 西幕下33枚目 4–3        | 西幕下23枚目 2–5        | 西幕下42枚目 3–4            | 西幕下54枚目 6–1        | 西幕下28枚目 5–2            |
| 1985年 （昭和60年） | 西幕下16枚目 4–3        | 西幕下8枚目 2–5         | 東幕下28枚目 4–3        | 東幕下22枚目 4–3            | 東幕下17枚目 6–1        | 東幕下9枚目 3–4             |
| 1986年 （昭和61年） | 東幕下18枚目 6–1        | 西幕下5枚目 4–3         | 東幕下3枚目 3–4         | 東幕下8枚目 2–5             | 東幕下23枚目 4–3        | 東幕下15枚目 4–3            |
| 1987年 （昭和62年） | 東幕下11枚目 3–4        | 西幕下16枚目 4–3        | 西幕下11枚目 4–3        | 東幕下8枚目 5–2             | 西幕下筆頭 4–3          | 西十両12枚目 8–7            |
| 1988年 （昭和63年） | 東十両10枚目 7–8        | 東十両11枚目 8–7        | 西十両8枚目 8–7         | 西十両5枚目 9–6             | 西十両筆頭 8–7          | 東十両筆頭 5–10             |
| 1989年 （平成元年） | 西十両6枚目 7–8         | 西十両8枚目 8–7         | 東十両4枚目 7–8         | 東十両6枚目 8–7             | 東十両4枚目 8–7         | 東十両3枚目 7–8             |
| 1990年 （平成2年） | 西十両3枚目 6–9         | 西十両6枚目 6–9         | 東十両10枚目 8–7        | 東十両7枚目 1–10–4          | 西幕下7枚目 引退 0–0–7  | x                           |
| 各欄の数字は、「勝ち-負け-休場」を示す。 優勝 引退 休場 十両 幕下 三賞：敢=敢闘賞、殊=殊勲賞、技=技能賞 その他：★=金星 番付階級：幕内 - 十両 - 幕下 - 三段目 - 序二段 - 序ノ口 幕内序列：横綱 - 大関 - 関脇 - 小結 - 前頭（「#数字」は各位内の序列） |                         |                         |                         |                             |                         |                             |

## 改名歴
- 成松 昭三（なりまつ しょうぞう）1981年3月場所
- 大雲仙 昭三（だいうんぜん しょうぞう）1981年5月場所 - 1982年3月場所
- 花ノ富士 昭三（はなのふじ しょうぞう）1982年5月場所 - 1986年1月場所
- 花ノ藤 昭三（はなのふじ しょうぞう）1986年3月場所 - 1990年9月場所